# دانشکده مهندسی برق دانشگاه صنعتی خواجه نصیرالدین طوسی
دانشکده مهندسی برق دانشگاه صنعتی خواجه نصیرالدین طوسی اولین هسته علمی تاسیس شده در دانشگاه می باشد که قدمت آن به سال ۱۳۰۷ باز می‌گردد. این دانشکده با سابقه ی ۹۵ ساله یکی از قدیمی ترین دانشکده های فنی ایران است.
در سال ۱۳۵۹، این مرکز با چندین مرکز آموزش عالی دیگر ادغام شده و ساختار فعلی دانشگاه را تحت عنوان «مجتمع دانشگاهی فنی و مهندسی» شکل دادند. سپس در سال ۱۳۶۲ نام این مجموعه به «دانشگاه فنی و مهندسی» و در سال ۱۳۶۷ به «دانشگاه صنعتی خواجه نصیرالدین طوسی» تغییر یافت.

## هیئت علمی
این دانشکده با داشتن بیش از ۶۷ عضو هیأت علمی تمام وقت فعالیتهای آموزشی و تحقیقاتی گسترده ای را در زمینه های مختلف مهندسی برق دارد.

## گرایش ها
۶ گروه آموزشی موجود در دانشکده عبارتند از:
-گروه مهندسی الکترونیک: فعالیت گروه در گرایشهای مدارهای مجتمع الکترونیک و افزاره های میکرو و نانو الکتریک بوده و در ۳ مقطع کارشناسی، کارشناسی ارشد و دکتری دانشجو می پذیرد.
-گروه مهندسی کنترل: فعالیتهای گروه در گرایشهای مهندسی سیستم و سیستم های کنترل بوده و در ۳ مقطع کارشناسی، کارشناسی ارشد و دکتری دانشجو می پذیرد.
-گروه مهندسی قدرت: فعالیتهای گروه در گرایشهای سیستم های قدرت و الکترونیک قدرت و ماشین های الکتریکی بوده و در ۳ مقطع کارشناسی، کارشناسی ارشد و دکتری دانشجو می پذیرد.
-گروه مهندسی مخابرات: فعالیتهای گروه در گرایشهای مخابرات میدان و موج و مخابرات سیستم بوده و در ۳ مقطع کارشناسی، کارشناسی ارشد و دکتری دانشجو می پذیرد.
-گروه مهندسی پزشکی: فعالیتهای گروه در گرایش بیوالکتریک بوده و در مقاطع تحصیلات تکمیلی دانشجو می پذیرد.
-گروه مهندسی مکاترونیک: این گروه تخصصی فعالیتهای بین رشته ای خود را در دانشکده مهندسی برق و مهندسی مکانیک به انجام می رساند و در مقطع کارشناسی ارشد دانشجو می پذیرد.
دانشکده برق دارای دو قطب علمی مصوب و فعال بنامهای قطب کنترل صنعتی و قطب محاسبه و مشخصه یابی افزاره ها و زیرسیستم های الکترومغناطیسی بوده و ۳ قطب در حال انجام مراحل اجرایی و اداری در سطح وزارت خانه را در کارنامه خود دارد.

## همکاری های علمی و بین المللی
در میان دانشکدههاي مهندسی برق برتر کشور، دانشکده مهندسی برق دانشگاه صنعتی خواجه نصیرالدین طوسی از کارنامهاي درخشان در زمینه همکاري هاي علمی و بین المللی برخوردار است.
در راستاي ارتقاي کیفیت آموزشی و پژوهشی در مقاطع کارشناسی ارشد،این دانشکده از دیدگاه برگزاري دورههاي کارشناسی ارشد رسمی مشترک با همتایان خود در دانشگاههاي معتبر جهان از سابقه و تجربهاي ممتاز برخوردار است.
در این خصوص میتوان از برگزاري مکرر دورههاي کارشناسی ارشد مشترک مهندسی قدرت با دانشگاه هانوفر آلمان و نیز دوره کارشناسیارشد مشترک مهندسی پزشکی با دانشگاه پیکاردي فرانسه نام برد.
علاوه بر این، از نقاط برجسته در برگزاري دورههاي دکتري این دانشکده میتوان به هدایت برخی از پژوهشها و رسالههاي مقطع دکتري با همکاري علمی و فنی بین المللی اشاره کرد که از آن جمله میتوان به همکاريهاي پژوهشی با دانشگاه پیکاردي فرانسه، موسسه پژوهشی INRIA فرانسه، دانشگاه هاي Laval، ETS، و پلی تکنیک مونترال کانادا، دانشگاه دوبلین ایرلند، موسسه پژوهشی Franhofer آلمان، و دانشگاه ETH زوریخ سویس اشاره کرد.

## افتخارات
کسب رتبه اول گروه بایک به سرپرستی   کریم عباس‌زاده در اولین دوره مسابقات نوآوران انرژی و محیط زیست
کسب مقام دوم در اولین مسابقه ملی الکتروموتور پربازده توسط تیم موتور نصیر به سرپرستی   محمد اردبیلی سال ۱۳۹۷
کسب مقام سوم مسابقات بین‌المللی اقیانوسیه توسط تیم رباتیک امدادگر به سرپرستی   حمیدرضا تقی راد سال ۱۳۹۷
کسب مقام اول تیم طراحی مدارهای مجتمع خاص منظوره به سرپرستی   حسینی نژاد سال ۱۳۹۷
درخشش تیم رباتیک ارس در مسابقات ایران اپن ۲۰۱۶
کسب مقام نایب قهرمانی و بهترین ربات خودکار در مسابقات AUT ۲۰۱۵
کسب مقام اول و سوم تیم فوتبالیست kn2c در مسابقات شریف کاپ ۲۰۱۵
کسب مقام قهرمانی تیم رباتیک عمود پرواز گروه رباتیک ارس در مسابقات IMAV۱۶ چین
کسب عنوان دانشمند جوان برجسته در مهندسی برق توسط   توکل پاکیزه پنجم اسفندماه ۱۳۹۴
کسب عنوان استاد برجسته توسط   علی خاکی صدیق در مهندسی برق سال ۱۳۹۱

## انجمن های دانشجویی
IEEE
معرفی
انجمنی جهانی متشکل از متخصصان حوزه فناوری و مهندسی است که با يک هدف مشترک يعني يادگيري مداوم، تعامل، همكاري و نوآوري با يكديگر متحد شده اند.
بیش از ۴۳۰ هزار نفر در ۱۶۰ کشور جهان  عضو IEEE هستند که یک چهارم این افراد دانشجویان کارشناسی و تحصيلات تکميلي تشكيل ميدهند. اين افراد خود را عضو IEEE و همتای مشهورترین مخترعان و مبتکران حوزه مهندسی برق، علم کامپیوتر، فناوري اطلاعات، پزشکي و الکترونيك ميدانند.
برای مدت بیش از ۱۳۰ سال، اعضای IEEE در شکل دهی آینده فناوری نقش به سزایي داشته اند.
جامعه ما: اولین گام ها را در زندگی خود با ما بردارید
جامعه ما امکان دسترسی به مجموعه از ارتباطات و منابع یادگیری را براي شما فراهم ميکند که در اين صنعت بي نظير است.
به عنوان یک عضو IEEE منابع فرصت ها و تخفیف هایی به منظور یاري‌رساني در تحقق اهداف شخصي و حرفه اي شما در کنار تحقق ماموريت IEEE، ارائه خواهد شد.
انجمن رمز
یکی از ویژگی هاي‌ اساسي‌ جوامع درحال توسعه و پويا ، حضور پررونق‌ نهادها و تشکل هاي‌ علمي‌ و فرهنگي‌ غير دولتي در عرصه فعاليت هاي علمي‌ مي باشد، نهادهايي‌ که‌ بتوانند درکنار حكومت و با ياري مستقيم و غيرمستقيم دولت، تمام‌ ظرفيت هاي‌ علمي‌ و فرهنگي‌ موجود در جامعه‌ را شناسايي و ارتقاء داده و استفاده از آنها را در جهت حل مسائل مورد نظر مديريت نمايند. در حال حاضر، انجمن ها وكانون هاي‌ علمي‌جهان‌ كه بيشتر تنيده برتارهاي اينترنت‌ هستند، توانسته‌اند با طرح ‌مسائل‌ جديد و فراتر از مباحث‌ آكادميك،‌ به‌ كانون هايي‌ براي مسئله يابي و طرح راهكارهاي نوين ‌تبديل‌ شوند. از سوي‌ ديگر، انجمن هاي علمي به‌ دليل‌ برخورداري‌ از طيف‌ وسيع‌ اعضاء و ارتباطات‌ گسترده‌ علمي‌ از طريق‌ فعاليت هايي‌ مانند‌ برگزاري ‌كنفرانس ها، سمينارهاي‌ علمي‌، انتشار نشريات‌، ارائه كارگاه هاي آموزشي و راه اندازي وب سايت هاي اطلاع رساني در نزديك‌ نمودن ‌ديدگاه هاي‌ علمي‌ و تأثيرگذاري‌ در تدوين‌ سياست‌ علمي‌ كشورها نقش بسزايي‌ داشته‌اند. از آنجا كه‌ ديوان‌ سالاري‌ كمتري‌ در اين انجمن ها حاكم‌ است‌ و فعاليت ها به صورت غير انتفاعي انجام مي شوند، تا حدي‌ از آسيب هاي متداول در ساختارهاي پيچيده‌ اداري‌ مصون‌ هستند و اين‌ مهم‌ يك‌ نقطه‌ قوت‌ در ايفاي‌ كاركرد مؤثر انجمن هاي علمي و از جمله انجمن رمز ايران محسوب‌ مي‌شود. در سالهاي پاياني اولين دهه از فعاليت هاي انجمن رمز ايران قرار داريم، انجمني علمي كه با كسب مجوز رسمي از وزارت علوم، تحقيقات و فناوري و با هدف گسترش علم و فناوري رمز و امنيت فضاي تبادل اطلاعات و كمك به توسعه كمي و كيفي نيروهاي متخصص و بهبود بخشيدن به امور آموزشي و پژوهشي در زمينه هاي مربوطه فعاليت دارد. انجمن رمز ايران درطي۱۰ سال گذشته توانسته است در زمينه هاي علمي، آموزشي و پژوهشي مرتبط با اهداف اساسنامه خود و در حد توان، از طريق ارائه راهكارها و برنامه هاي پيشنهادي در حوزه امنيت فضاي تبادل اطلاعات، گام هاي مؤثري براي رفع نيازمندي هاي كشور در اين حوزه بردارد و در كنار آن، خدمات متنوعي را نيز به اعضاء خود و عموم علاقه مندان به موضوعات كار انجمن ارائه نمايد. 
اطلاعات بیشتر 
انجمن علمی
معرفی
به منظور حمایت، تقویت و ترویج فرهنگ و اخلاق علمی در دانشگاه‌، تقويت روحيه و بنيه علمي دانشجويان مستعد و توانمند و فراهم آوردن زمينه‌هاي مناسب براي فعاليت‌هاي جمعي علمي و کارگروهي، افزايش مهارت هاي عملي و همچنين بهره‌گيري از توانمندي و خلاقيت آنان در تحقق پيشرفت علمي و نهضت توليد علم و جنبش نرم‌افزاري و ايجاد کارآفريني، انجمن‌ علمي دانشجويي تشکيل شده است.
وظایف و فعالیت ها
به منظور نیل به اهداف تعریف شده ، انجمن فعالیت‌های زير را انجام خواهد داد:
- مناظره و نقد علمی
- هم‌اندیشی و نشست‌های تخصصی
- مطالعات و پژوهش‌های علمی
- نشر و ترویج یافته‌های علمی
- برگزاری دوره‌های آموزشی تقویتي، تکميلي و تشکيل کارگاه‌هاي تخصصي، همايش، کنفرانس‌ها و جشنواره‌ها
- بازدید‌های علمی از مراکز علمی، صنعتی و فناوری

شورای صنفی
شورای صنفی پرمخاطب‌ترین نهاد دانشجویي هر دانشگاه است که رسالت آن تلاش براي احقاق حقوق (بعضا فراموش شده‌ي) صنف دانشجوست. حقوقي که از مسائل صنفي مرتبط با تغذيه،خوابگاه، اينترنت، امنيت و حراست شروع ميشود و تا مسائل آموزشي مرتبط از جمله برنامه ريزي آموزشي، سنوات مجاز تحصيلي، قوانين مربوط به واحدهاي حذف شده و افتاده و... ادامه مي يابد. اين نهاد دانشجويي اجازه تحقيق و تفحص در تمام امور مربوط به اوضاع صنفي دانشجويان را دارد. از جمله امور مربوط به تغذيه ، رفت‌و‌آمد، آموزشي ، علمي ، فرهنگي، نظارت بر رفتار مسئولين و پيگيري شکايات دانشجويان در امور مختلف صنفي. اين نهاد بدون وابستگي به هيچ حزب و جناحي صرفا به دفاع از حقوق دانشجويان مي پردازد و تمامي اعضاي آن سالانه و طي يک پروسه كاملا دموكراتيك از راي مستقيم دانشجويان انتخاب مي شوند. شوراي صنفي تنها نهاد دانشجويي است كه قانونا حق دخالت در تصميم گيري هاي صنفي دانشگاه و حق اعتراض و دادن تذكر (اعم از شفاهي يا كتبي) نسبت به اعمال و تصميم هاي غيرقانوني مسئولين دانشگاه در حوزه صنفي را دارد و مسئولين نيز قانونا موظف به پاسخگويي محترمانه به آن‌ها مي‌باشند.